# 488 TCN
488 TCN là một năm trong lịch La Mã.